# SAVE THE WORLD
「SAVE THE WORLD」（セイヴ・ザ・ワールド）は、野水いおりの楽曲。彼女の4枚目のシングルとして2013年5月8日にFlyingDogから発売された。楽曲は藤林聖子が作詞、酒井ミキオが作曲を手掛けた。

## 概要
前作「Black † White」から3ヶ月ぶりのリリースとなる2013年2作目のシングル。
本曲は、テレビアニメ『デート・ア・ライブ』の第2・4・6・8・10・12話のエンディングテーマに起用されたポップでキャッチーな曲。歌詞には五河士道の真っ直ぐな気持ちが反映されているが、野水自身が女性であるためボーイッシュさの中にかわいさが見え隠れする作風に仕上がっている。なお曲中ではスタッフの提案で朗読箇所がサプライズで挿入されているという。PVは宇宙人風の野水と赤頭巾を被った野水が交互に登場するSF風の作品になっており、後者のみ団地をセグウェイで滑走するシーンが存在する。
シングルはDVD付限定盤（VTZL-51）と通常盤（VTCL-35151）の2種リリースで、DVD付限定盤には本曲のPVを収録したDVDが同梱されている。
シングルの2曲目「SAVE MY HEART」は、同アニメの第3・7・9・11話エンディングテーマに起用された「アップテンポの激しい曲」。歌詞は表題曲とは対照的に女の子の気持ちが反映されたドキドキする内容になっており、曲調もストリングスが活躍するポップな感じに仕上がっている。
シングルの3曲目「ストロベリーレイン」は、同アニメの第5話エンディングテーマに起用された曲で、女の子の本心を歌った切ない曲となっている。

## 収録曲
| #         | タイトル                                                                                       | 作詞      | 作曲         | 編曲       | 時間  |
| --------- | ---------------------------------------------------------------------------------------------- | --------- | ------------ | ---------- | ----- |
| 1.        | 「SAVE THE WORLD」(テレビアニメ『デート・ア・ライブ』第2・4・6・8・10・12話エンディングテーマ) | 藤林聖子  | 酒井ミキオ   | 酒井ミキオ | 3:56  |
| 2.        | 「SAVE MY HEART」(テレビアニメ『デート・ア・ライブ』第3・7・9・11話エンディングテーマ)         | 藤林聖子  | Meis Clauson | 上杉洋史   | 3:51  |
| 3.        | 「ストロベリーレイン」(テレビアニメ『デート・ア・ライブ』第5話エンディングテーマ)              | 真名杏樹  | 雅大         | 雅大       | 5:02  |
| 4.        | 「SAVE THE WORLD（without Iori）」                                                             |           |              |            |       |
| 5.        | 「SAVE MY HEART（without Iori）」                                                              |           |              |            |       |
| 6.        | 「ストロベリーレイン（without Iori）」                                                         |           |              |            |       |
| 合計時間: | 合計時間:                                                                                      | 合計時間: | 合計時間:    | 合計時間:  | 25:37 |

| #  | タイトル                        | 作詞 | 作曲・編曲 |
| -- | ------------------------------- | ---- | ---------- |
| 1. | 「SAVE THE WORLD」(Music Video) |      |            |